# スフリエール山 (グアドループ)
スフリエール山（スフリエールさんフランス語: Soufrière、"大きな硫黄の放出口"の意）は、フランスの海外県であるグアドループのバス・テール島に位置する活発な成層火山である。標高1,467 mであり小アンティル諸島の中で最も高い山である。

## 1976年の噴火
1976年にスフリエール山は噴火を起こした。その際、避難を指示すべきかどうかについて、科学者のクロード・アレグルとアルーン・タジェフとの間で激しい論争があった。アレグルは念のため住民が避難しなければならないと考える一方で、タジェフはスフリエール山による噴火で被害は発生しないと考えたのである。 グアドループ県知事は過度に慎重な姿勢であったものの、最終的には避難することを決定した。結果的に噴火による被害は出なかった。
島は閑散としていたが、ドイツの映画監督であるヴェルナー・ヘルツォークは、バス・テール島の放棄された町を旅行し、火山の麓にあるにもかかわらず、家から避難することを拒否した農民を発見した。ヘルツォークの旅行はスフリエールという映画として記録されている。

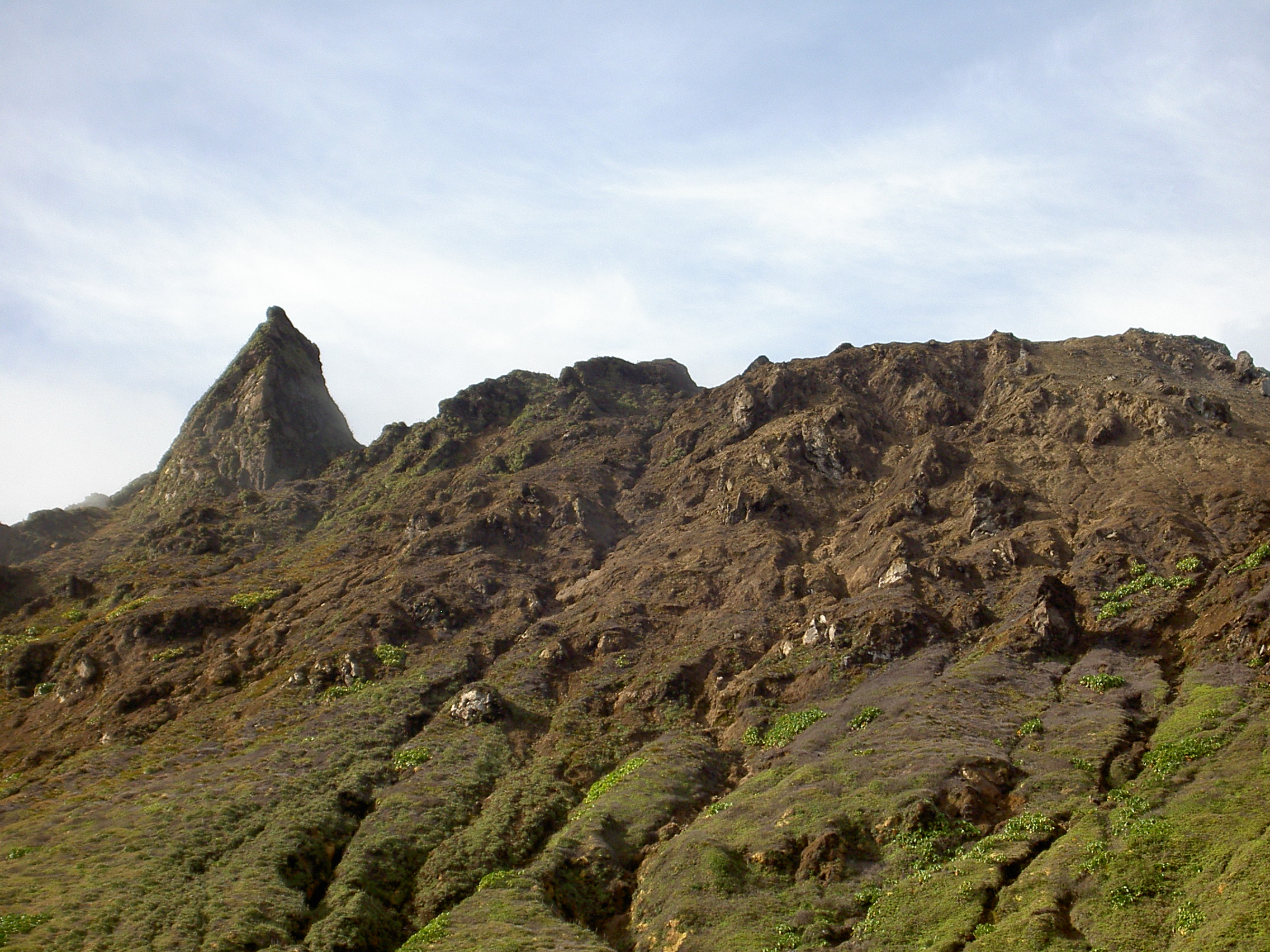
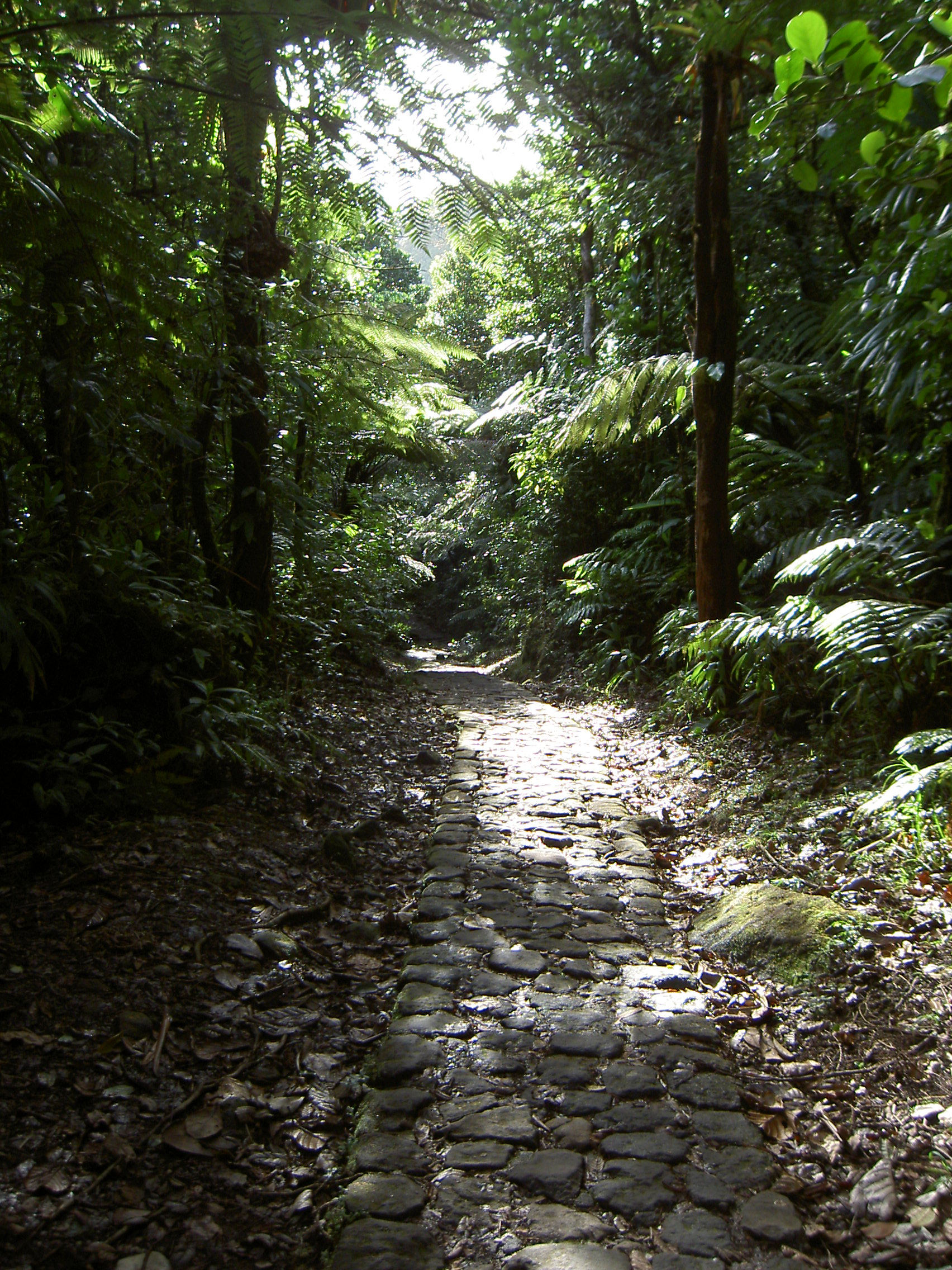
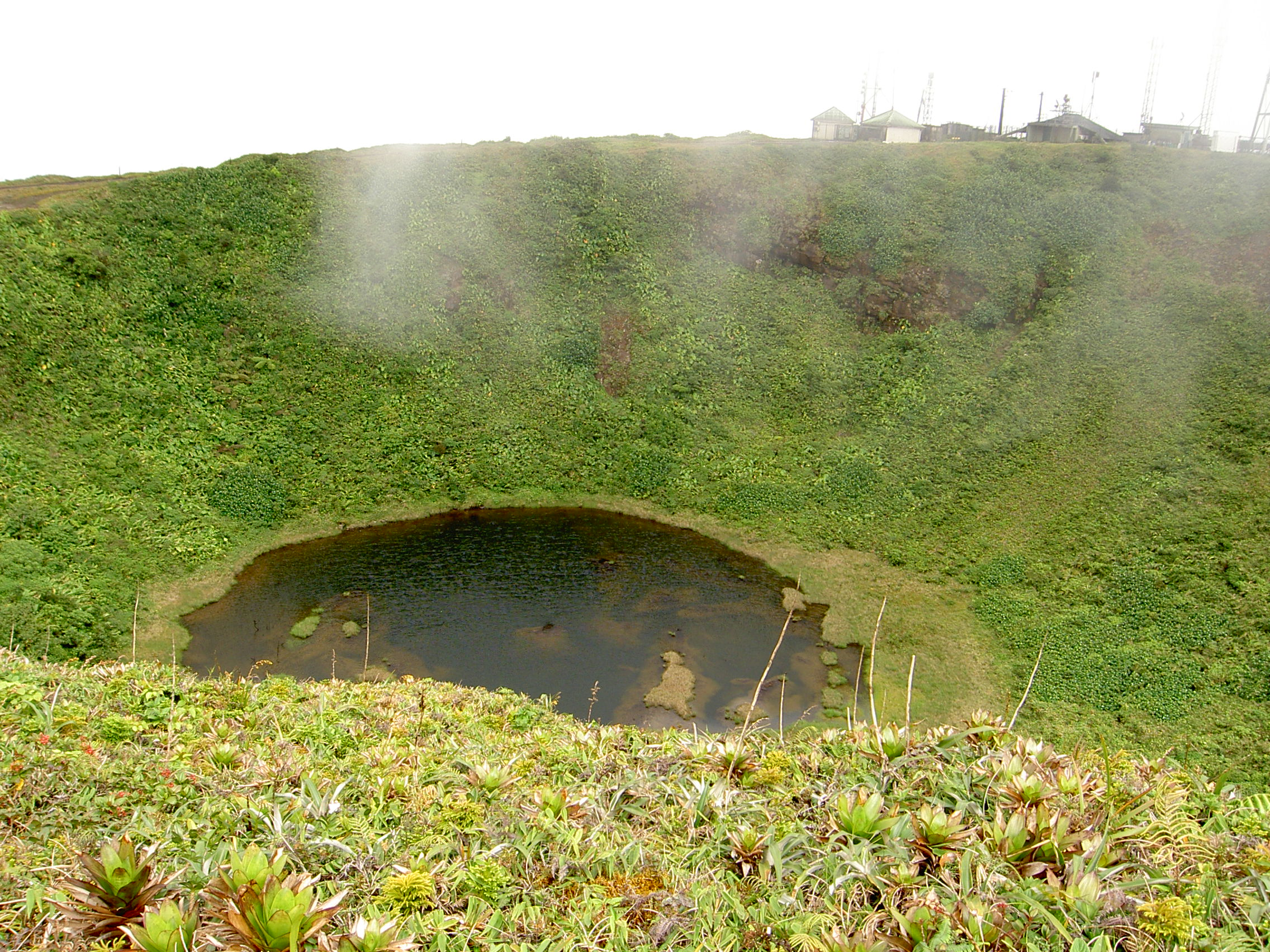
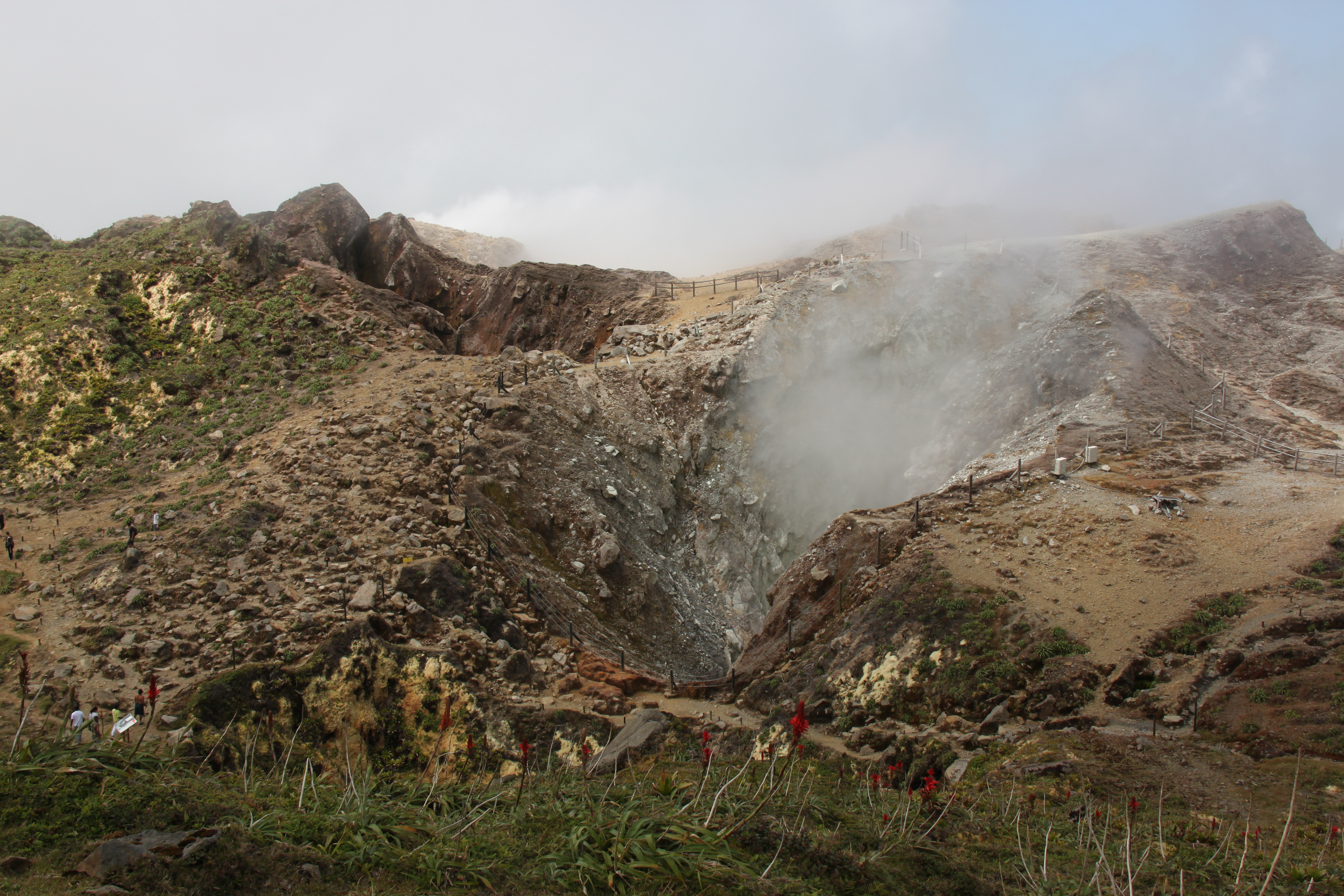